# 7기통 직렬 엔진

발사 순서가 1-3-5-7-2-4-6인 스트레이트 세븐 엔진

7기통 직렬 엔진(영어: Straight-seven engine) 또는 인라인-7 엔진(영어: inline-seven engine)은 7개의 실린더가 있는 스트레이트 엔진의 한 종류이다. Wärtsilä, RTA96-C 및 MAN Diesel은 이 구성에서 크로스헤드 2행정 디젤 엔진을 생산하며, Wärtsilä는 이 구성에서 일반 트렁크 엔진도 생산하고 있다. 해양 엔진은 일반적으로 실린더당 개별 헤드가 있는 모듈식 설계를 기반으로 하기 때문에 해양 응용 분야에서 더 일반적이다.

## 토지에서의 사용
육상 추진을 위한 7기통 직선형 엔진은 AGCO Sisu 7기통 디젤 엔진 하나만 생산되는 것으로 알려져 있다.이 엔진 구성은 크기, 부품 공통성 및 출력 범위 문제 때문에 선택되었다. 스트레이트 8은 엔진이 의도한 농기계 애플리케이션에 너무 길며, V 엔진은 이 출력 범위에 대해 예상되는 낮은 판매량에 비해 더 많은 투자가 필요하다. 스트레이트 7 엔진의 구성은 Sisu가 I3 및 I4 디젤 라인업의 실린더 헤드를 재사용했기 때문에 투자가 더 적다. 이것은 Sisu 모델 범위에서 실린더 볼륨, 피스톤 및 콘 로드가 동일하기 때문에 가능하다.

## 선박에서의 사용
일부 7기통 엔진은 선박용으로 생산되었다. 한 예로 1937년에 제작된 Burmeister & Wain Model 722VU37 2행정 잠수함 디젤이 있으며 출력은 600 마력 (450 kW)이다. 덴마크의 H급 잠수함에 사용되었다. 또 다른 그러한 엔진은 2,500 마력 (1,900 kW)) Sulzer가 설계한 7QD42 잠수함 디젤로, 1939년에서 1940년 사이에 네덜란드인이 O급 잠수함에 사용하기 위해 건조했다.